# UTF-7
UTF-7（全称：7位元Unicode轉換格式）是一種可變長度字元編碼方式，用以將Unicode字元以ASCII編碼的字元串來呈現，可以應用在電子郵件傳輸之類的應用。
SMTP為基本的電子郵件傳輸標準之一，其指明了傳輸格式為US-ASCII，並且不允許超過ASCII所定義的字元範圍以外的位元值，也就是說八位元的字串將無法正常的被傳輸。MIME（RFC 2045 ~ 2049）擴展了網路郵件以支援不同的媒體類型以及字元集，包含UTF-8與UTF-16的字元集皆可被指定使用。但由於MIME並未明確將Unicode定義為可支援的字元集，並且也沒有說明其應如何編碼，這使得既有的SMTP傳輸架構下仍舊無法保證可正確的處理8位元資料。base64編碼也有其問題，例如甚至連純英文的US-ASCII字元也可能會變成不可辨認；至於像是UTF-8與quoted-printable的編碼結合，則需要6～9個位元來為非ASCII的字元（Unicode的基本多文種平面中定義的字元）進行編碼，至於在基本多文種平面（BMP）以外的字原則需要多達12位元的長度才能完成編碼。

## 簡介
UTF-7首次被提出是在一個實驗性的通訊協定裏（RFC 1642，A Mail-Safe Transformation Format of Unicode），這份RFC（Request for Comments）提案後來因RFC 2152的提出而被取代（RFC 2152本身為新聞型（informational）的文案）。在RFC 2152當中明確的指出該份RFC本身不為網際網路的標準做出任何明確的定義（明列於文案前頭的Status of this Memo）。儘管這份RFC 2152在IANA（Internet Assigned Numbers Authority）的字元集列表裏被引述為UTF-7，然而UTF-7本身並非Unicode的標準之一，即使在目前最新的Unicode 5.0裏也僅列出UTF-8、UTF-16和UTF-32。
如同引言所提到的，由於在過去SMTP的傳輸僅能接受7位元的字元，而當時Unicode並無法直接滿足既有的SMTP傳輸限制，在這樣地背景下UTF-7被提出。嚴格來說UTF-7不能算是Unicode所定義的字元集之一，較精確的來說，UTF-7是提供了一種將Unicode轉換為7位元US-ASCII字元的轉換方式。
有些字元本身可以直接以單一的ASCII字元來呈現。第一個群組被稱作「direct characters」，其中包含了62個數字與英文字母，以及包含了九個符號字元：' ( ) , - . / : ?。這些「direct characters」被認為可以很安全的直接在文件裡呈現。另一個主要的群組稱作「optional direct characters」，其中包含了所有可被列印的字元，這些字元在U+0020～U+007E之間，除了~ \ +和空白字元以外。這些「optional direct characters」的使用雖可減少空間的使用也可增加人的可閱讀性，但卻會因為一些不良設計的郵件閘道而會產生一些錯誤，導致必須使用額外的跳脫字元。
空白字元、Tab字元、以及換行字元一般雖也可直接是為單一的ASCII字元來使用，然而，若是郵件中有使用了編碼過的字串，則必須特別注意這些字元有無被使用在其他地方。而加號字元+的一種編碼方式可以是+-。
其他的字元則必須被編碼成UTF-16然後轉換為修改的Base64。這些區塊的開頭會以+符號來標示，結尾則以任何不在Base64裡定義的字元來標示。若是在Base64區塊之後使用-(連字暨減號)標示為結束的話，則解碼器會從下個字元繼續解碼，反之則用此字元當非Base64的區塊的開頭繼續解碼。

## 範例
- "Hello, World!"會被編碼為"Hello, World!"
- "1 + 1 = 2"會被編碼為"1 +- 1 +AD0 2"
- "£1"會被編碼為"+AKM-1".第一個字元£（英鎊的符號）的Unicode碼為U+00A3（在UTF-16即為00A316），接著轉換至修改的Base64格式，如同下表。表中可見有兩個位元多了出來，被以0填補上。

| 16進位碼   | 0 | 0 | 0 | 0 | 0 | 0 | 0  | 0  | A  | A  | A  | A  | 3  | 3  | 3  | 3  |    |    |
| 2進位碼    | 0 | 0 | 0 | 0 | 0 | 0 | 0  | 0  | 1  | 0  | 1  | 0  | 0  | 0  | 1  | 1  | 0  | 0  |
| 索引       | 0 | 0 | 0 | 0 | 0 | 0 | 10 | 10 | 10 | 10 | 10 | 10 | 12 | 12 | 12 | 12 | 12 | 12 |
| Base64編碼 | A | A | A | A | A | A | K  | K  | K  | K  | K  | K  | M  | M  | M  | M  | M  | M  |

## 手動編碼與解碼UTF-7的演算法

### 編碼
首先必須先決定哪些字元呈現為ASCII格式，哪些字元呈現在Unicode區塊。簡單的編碼器可以假設所有的字元皆可以很安全的被直接編碼。然而要將原本屬於Unicode區塊的字元視為ASCII來加以編碼的代價是需要額外的2⅔字元。
Unicode序列一旦被認定後，其必須以下面的程序來加以編碼，併以適當的符號加以標注：
我們將使用£† (0x00A3) (0x2020)字元序列來作為以下的範例。
1. 將字元的Unicode數值 (UTF-16)以二進位呈現：
0x00A3 → 0000 0000 1010 0011
0x2020 → 0010 0000 0010 0000
2. 將二進位序列合併
 0000 0000 1010 0011 及 0010 0000 0010 0000 → 0000 0000 1010 0011 0010 0000 0010 0000
3. 重新將二進位序列編組，以六位數為一組，由左開始：
0000 0000 1010 0011 0010 0000 0010 0000 → 000000 001010 001100 100000 001000 00
4. 如果最後一組小於六位數，則不足的位數以0補足尾數：
0000 0000 1010 0011 0010 0000 0010 0000 → 000000 001010 001100 100000 001000 000000
5. 將每一組六位數的數值以對應的Base64碼取代：
000000 001010 001100 100000 001000 000000 → AKMgIA

### 解碼
首先訊息必須被拆分到純文字與Unicode區塊，緊接著Unicode區塊必須以下面的程序來進行解譯（使用上面提到的範例）：
1. 將每一個Base64碼以二進位序列來描述，如下：
AKMgIA → 000000 001010 001100 100000 001000 000000
2. 重新將二進位編組，以使其16位數一組，從左開始：
000000 001010 001100 → 0000000010100011 0010000000100000 0000
3. 若有其中一組無法完全編成16位數一組，則先排除它：
0000000010100011 0010000000100000
4. 每一個16位元的一組二進位碼為Unicode（UTF-16）的數字字元並且可以被改寫為如下：
0000 0000 1010 0011 ≡ 0x00A3 ≡ 16310

### 安全性
UTF-7由於允許將相同來源的字串從base64的模式被平移，而顯得安全性薄弱。現今的郵件與傳輸方式由於都已支援UTF-8，UTF-7則已走入歷史而很少再被使用。即便如此，現今的應用軟體仍應更加考量支援更安全的編碼方式。
然而，除了郵件傳輸之外，仍有不少傳輸是採用UTF-7編碼來進行傳輸。近期較著名的安全漏洞發生於Google的搜尋漏洞，該漏洞肇因於不當的使用UTF-7編碼於網址資訊上，遠端的攻擊將可讀取或修改網頁內容。

### 尚未被完整開發的UTF-6和UTF-5
有些可應用於電信電報領域的UTF-6和UTF-5提案已經被提出，然而，截至2006年止，這些提案尚未被正式的制定出來。
這些提案與Punycode並無相關。